# Tinmel
Tinmel (amazic: ⵜⵉⵏⵎⴻⵍ, Tinmel, o ⵜⵉⵏ ⵎⴰⵍ, Tin Mal; àrab: تينمل, Tīnmal) és un petit poble de muntanya a l'Alt Atles, a un 100 km de Marràqueix, al Marroc. Tinmel fou el bressol de l'Imperi Almohade, el lloc des d'on van començar les seves campanyes militars en contra dels almoràvits a principis del segle xii.

## Història
Després de la presa de Marràqueix el 1147, Tinmel va esdevenir la capital espiritual i el centre artístic del Califat Almohade. Al poble s'hi conserven les tombes dels caps almohades. A Tinmal s'hi va encunyar el dírham almohade, símbol de la seva prosperitat econòmica.

## Mesquita de Tinmel

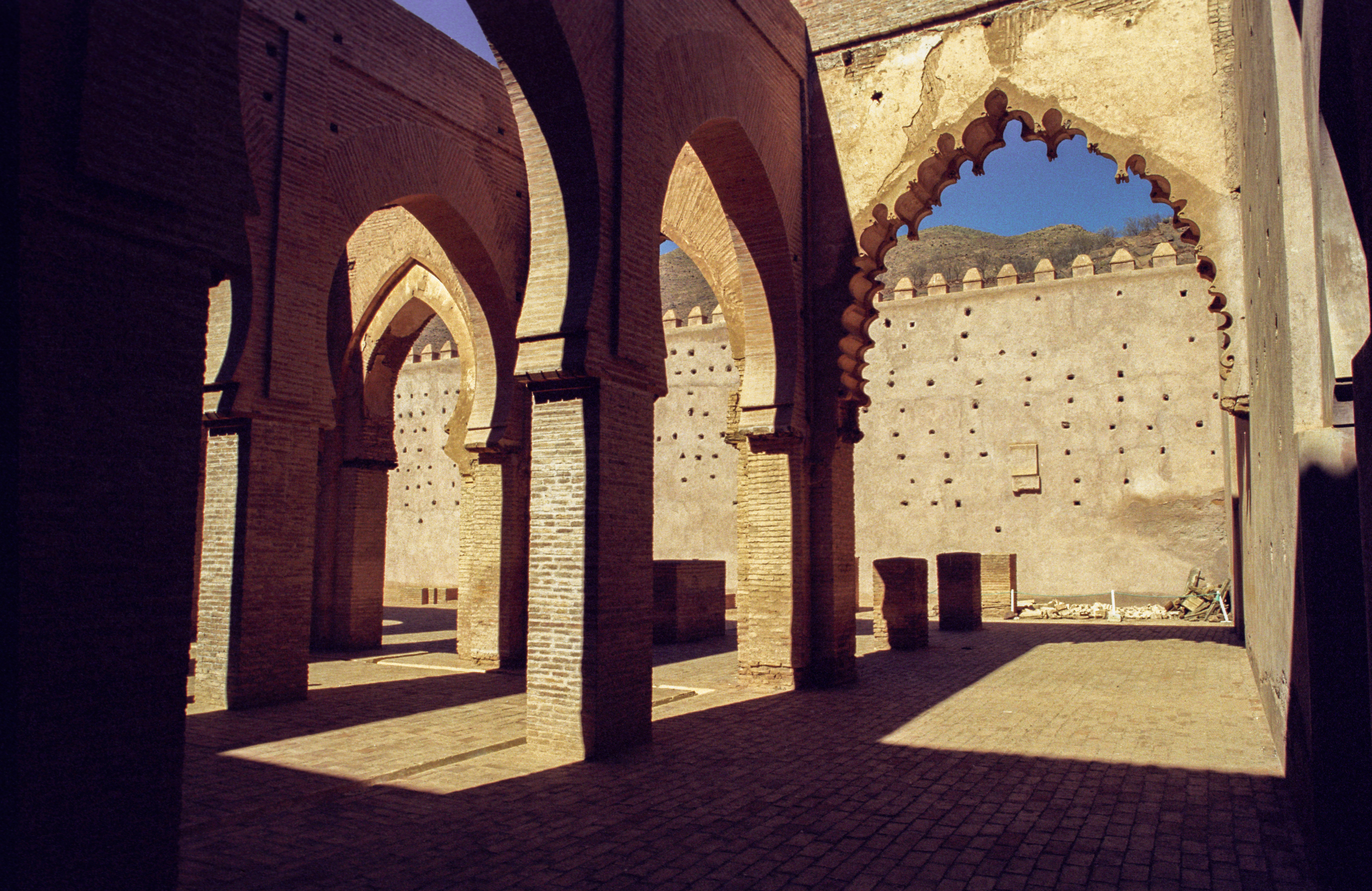
Mesquita de Tinmel

La mesquita de Tinmel fou construïda el 1156 per celebrar el fundador del moviment almohade, Ibn Túmart. L'edifici és una de les dues mesquites del Marroc obertes als no musulmans, juntament amb la mesquita de Hassan II, a Casablanca.
El prototipus de la mesquita de Tinmel fou la gran mesquita de Taza, també manada construir per Abd-al-Mumin. Al seu torn, la mesquita Kutubia de Marràqueix es va construir seguint el model de la de Tinmel.

## Patrimoni de la Humanitat
La mesquita de Tinmel fou afegida a la llista de candidats al Patrimoni de la Humanitat de la UNESCO l'1 de juliol de 1995, en la categoria de Cultura.